# The Purple Piano Project
«The Purple Piano Project» (рус. Проект «Фиолетовое пианино») — первый эпизод третьего сезона американского музыкального телесериала «Хор», показанный телеканалом Fox 20 сентября 2011 года. Режиссёром эпизода стал Эрик Штольц и в серии показан дебютный день школы МакКинли после летних каникул, а также обсуждение перспектив хора после поражения на национальных соревнованиях. Между тем, Блейн переводится в школу МакКинли и становится членом «Новых горизонтов», а Рейчел и Курт решают начать готовиться к поступлению в Нью-Йоркскую академию театральных искусств.

## Сюжет
С началом нового учебного года руководитель хора Уилл Шустер (Мэтью Моррисон) решает подготовить новый проект, способный направить студентов в новое русло после поражения на соревнованиях в прошлом учебном году. После летних каникул хор лишился троих членов — Сэм Эванс переехал в другой штат, Лоурен Зайзис (Эшли Финк) предпочла хору свой статус школьной задиры, а Куинн Фабре (Дианна Агрон) кардинально изменила имидж и компанию. Шустер даёт хористам задание: каждый раз, когда они увидят в холле фиолетовое пианино, которое им пожертвовал музыкальный магазин, они должны исполнить песню.. Сью Сильвестр (Джейн Линч) намеревается получить кресло в Конгрессе и разворачивает свою предвыборную кампанию, чтобы выиграть выборы.
Школьный корреспондент Джейкоб Бэн Азраэль (Джош Сассман) берёт интервью у студентов, во время которых становится известно, что у Мерседес (Эмбер Райли) появился новый бойфренд из футбольной команды; Тина (Дженна Ашковиц) и Арти (Кевин Макхейл) — единственные из хора, кто не является выпускниками, а на курс младше остальных, а потому этот год не является для них последним; Рейчел (Лиа Мишель) и Курт (Крис Колфер) решают поступать в Джульярдскую школу. Они консультируются с Эммой Пилсберри (Джейма Мейс), которая говорит им, что в Джульярдской школе нет факультета вокально-театрального факультета, и советует им, несмотря на большую конкуренцию, попробовать поступить в Нью-Йоркскую школу театральных искусств. Это воодушевляет ребят; они репетируют и исполняют дуэтом песню «Ding-Dong! The Witch Is Dead».
Курт встречается с Блейном (Даррен Крисс) и просит его подумать насчёт перехода в МакКинли. Блейн не уверен, что хочет оставить «Соловьёв», однако отношения с Куртом ему дороже. Сью Сильвестр понимает, что пропаганда закрытия театральных и музыкальных кружков в школах станет хорошим шансом победить на выборах. Она выступает на телевидении, призывая директоров школ обратить внимание не учебный процесс, а не на духовное просвещение. Это имеет успех: её рейтинг растёт. Пытаясь унизить Сью, Уилл снимает видеозапись, где обсыпает Сью золотыми блёсками, и выкладывает её на YouTube. Однако после этого её популярность только увеличивается.
В хоре проходит прослушивание новая участница Шугар Мотта (Ванесса Ленгиз), страдающая, по её словам, синдромом Аспергера. Её вокальные способности оказываются ужасными, и Шустер вынужден отказать ей, несмотря на правило принимать в хор всех, кто того захочет. Хористы устраивают представление в школьном кафетерии, в надежде привлечь в хор новых участников, но вместо аплодисментов их забрасывают едой. Курт и Рейчел отправляются на день открытых дверей в Нью-Йоркскую школу театральных искусств и понимают, что их уровень слишком мал для поступления туда. Они обещают друг другу, что не сдадутся и будут посещать дополнительные занятия и готовиться.
Блейн приходит в МакКинли и сообщает Курту, что оставил академию Далтон. В качестве прослушивания в хор он поёт «It’s Not Unusual» на школьных ступенях, но в финале его выступления от сигареты Куинн загорается одно из фиолетовых пианино. Блейн становится десятым участником хора, однако Шустер вынужден отстранить Сантану (Ная Ривера) за её сговор со Сью. Сантана покидает коллектив, а хористы в финале поют «You Can’t Stop the Beat», а с дальних рядов за ними наблюдает Куинн.

## Создание
Начиная с первого эпизода, в ранг постоянных персонажей войдёт Майк Чанг в исполнении Гарри Шама-младшего и Блейн Андерсон в исполнении Даррена Крисса; оба в прошлом сезона появлялись только в качестве приглашённых актёров. В пресс-релизе Fox не упоминалась актриса Джессалин Гилсиг, которая в предыдущих сезонах сыграла роль бывшей жены Уилла Шустера Терри, а также Майка О’Мэлли, который играет Барта Хаммела, отца Курта, однако он включен в общий актёрский состав и не появится только в дебютном эпизоде сезона.
На San Diego Comic-Con International в июле 2011 года, Брэд Фэлчак, один из создаталей шоу, рассказал, что в первом эпизоде нового сезона хористов затронет вопрос взросления и будущих перспектив. В 8 августа, за день до начала съёмок, стало известно, что в серии будут исполнены кавер-версии шести песен. Две сформируют мэшап: «Anything Goes» из мюзикла ''Anything Goes'' и «Anything You Can Do» из мюзикла ''Annie Get Your Gun'', который исполнит финалистка The Glee Project Линдсей Пирс, и что станет её первым появлением в сериале. Среди остальных композиций оказались «You Can’t Stop the Beat» из мюзикла Hairspray; «We Got the Beat» группы The Go-Gos, которую исполнит хор «Новые горизонты»; «Ding-Dong! The Witch Is Dead» из кинофильма 1939 года «Волшебник страны Оз», в исполнении Лии Мишель и Криса Колфера; «It’s Not Unusual» Тома Джонса, которую споёт Даррен Крисс. Все песни, кроме «Big Spender», будут выпущены в качестве синглов посредством цифровой дистрибуции.